# توم مودي (سياسي)
توم مودي (بالإنجليزية: Tom Moody)‏ هو سياسي أمريكي، ولد في 26 نوفمبر 1929 في كولومبوس في الولايات المتحدة، وتوفي بنفس المكان في 30 أكتوبر 2008. حزبياً، نشط في الحزب الجمهوري.